# Mission Hills (Califòrnia)
Mission Hills és una concentració de població designada pel cens dels Estats Units a l'estat de Califòrnia. Segons el cens del 2000, tenia 3.142 habitants.

## Demografia
Segons el cens del 2000, Mission Hills tenia 3.142 habitants, 1.049 habitatges i 869 famílies. La densitat de població era de 978,3 habitants/km².
Dels 1.049 habitatges en un 38,5% vivien nens de menys de 18 anys, en un 69,5% vivien parelles casades, en un 9,1% dones solteres, i en un 17,1% no eren unitats familiars. En el 13,3% dels habitatges vivien persones soles el 6,7% de les quals corresponia a persones de 65 anys o més que vivien soles. El nombre mitjà de persones que vivien en cada habitatge era de 2,99 i el nombre mitjà de persones que vivien en cada família era de 3,26.
Per edats la població es repartia de la següent manera: un 29,8% tenia menys de 18 anys, un 5,2% entre 18 i 24, un 26,4% entre 25 i 44, un 24% de 45 a 60 i un 14,7% 65 anys o més.
L'edat mediana era de 39 anys. Per cada 100 dones de 18 o més anys hi havia 94,4 homes.
La renda mediana per habitatge era de 57.000 $ i la renda mediana per família, de 60.382 $. Els homes tenien una renda mediana de 44.464 $ mentre que les dones, de 30.733 $. La renda per capita de la població era de 22.769 $. Entorn del 3,9% de les famílies i el 4,8% de la població estaven per davall del llindar de pobresa.

## Poblacions més properes
El següent diagrama mostra les poblacions més properes.